# Цекропін
Цекропіни — антимікробні пептиди, які вперше були виділені з гемолімфи метелика Hyalophora cecropia (підродина Saturniinae), від якого й походить термін "цекропін". Вони є основною складовою вродженої імунної системи комах.
Цекропіни лізують мембрани бактеріальних клітин; вони також пригнічують поглинання проліну та спричинюють негерметичність мембран.
Цекропіни — це невеликі пептиди довжиною від 31 до 37 амінокислотних залишків, активні проти грампозитивних і грамнегативних бактерій . Цекропіни, що виділені з інших комах, окрім Hyalophora cecropia, отримали свої інші назви, такі як бактерицидин, лепідоптерин і саркотоксин. Усі ці пептиди структурно споріднені.

## Члени сімейства цекропінів
Цекропін A
Пептидна послідовність: KWKLFKKIEKVGQNIRDGIIKAGPAVAVVGQATQIAK. Вторинна структура включає дві α-спіралі. При низькому співвідношенні пептидів до ліпідів утворюються іонні канали, а при високому співвідношенні пептидів до ліпідів утворюються пори.
Цекропін B
Пептидна послідовність: KWKVFKKIEKMGRNIRNGIVKAGPAIAVLGEAKAL) Вторинна структура включає дві α-спіралі.
CECD
Виділений з Aedes aegypti (комар-переносник жовтої гарячки).
Папіліоцин
Виділений з Papilio xuthus (метелик з родини Косатцеві).
Цекропін P1
Пептидна послідовність: SWLSKTAKKLENSAKKRISEGIAIAIQGGPR. Антибактеріальний пептид із свинячої аскариди Ascaris suum — паразитичної нематоди, що живе в кишечнику свині.

## Похідні цекропінів
Похідне цекропіну B — CB1a — має протипухлинні властивості. Структура складається переважно з альфа-спіралей, визначених ЯМР розчину. Був створений шляхом трикратного повторення перших десяти амінокислот. Молекулярна маса білка становить 4203,4 г/моль.
Деякі з цекропінів (наприклад, цекропін A та цекропін B) мають протиракові властивості та називаються протираковими пептидами. Гібридні пептиди, створені на основі цекропіну A, були вивчені стосовно їхніх протипухлинних властивостей.

## Протиракові властивості
Протиракова активність цекропіну B, цекропіну P1 і Shiva-1 була вперше продемонстрована в дослідженнях in vitro клітинних ліній лейкемії та лімфоми ссавців, де клітини були чутливі до концентрації пептиду порядку 10−6 М. Дві мультирезистентні до ліків клітинні лінії раку молочної залози та яєчників також продемонстрували чутливість до цих пептидів. Крім того, повідомляється, що протиракова активність пептиду завершується протягом однієї години після лікування. Дослідження in vivo клітин мишачої асцитної аденокарциноми товстої кишки показали схожу тенденцію, де миші, які отримували цекропін B, демонстрували більший час виживання порівняно з мишами, які не отримували лікування. Структурні дослідження цекропіну B та його похідного цекропіну B3 показали, що протипухлинна активність виникає через здатність антимікробних пептидів утворювати пори в мембранах клітин карциноми шлунка. Вимірювання електричних струмів на поверхні клітин показало, що цекропін B, але не цекропін B3, індукує зовнішні струми, що вказує на утворення пор. Крім того, у цекропіну B3 відсутня амфіпатична група, присутня в цекропіні B, що свідчить про те, що ця амфіпатична група необхідна для введення цекропіну B у клітинні мембрани та формування пор. Цекропін B має сильну дію на бактерії, а також на ракові клітини, в той час як B3 мало впливає на них. Примітно, що інше похідне, цекропін B1, має дві амфіпатичні області та виявляє потужну активність проти клітинних ліній лейкемії людини в концентраціях, які не впливають на нормальні фібробласти чи еритроцити.
Різні цекропіни впливають на різні типи ракових клітин людини та виявляють активність у концентраціях, які не є шкідливими для нормальних клітин. Наприклад, дослідження цекропінів A і B продемонструвало сильну цитотоксичну активність проти чотирьох ліній клітин раку сечового міхура, тоді як доброякісні мишачі та людські фібробласти не були сприйнятливі до цекропіну A або B. Показано, що цекропіни багатьох видів комах є активними проти різноманітних ліній ракових клітин людини. Наприклад, Mdcec, цекропін, що походить від звичайної кімнатної мухи, має антипроліферативний вплив на лінію клітин гепатоцелюлярної карциноми людини BEL-7402, але не на нормальні клітини печінки. Експерименти з проточною цитометрією та RT-PCR показали, що лікування Mdcec посилює експресію проапоптичних генів, таких як каспаза-3, що призводить до загибелі ракових клітин. Ці самі гени не виявили значних змін експресії в здорових клітинах після лікування Mdcec. Це свідчить про певний ступінь специфічності, який є перспективним для розробки нових методів лікування раку.
Додатково підтверджуючи терапевтичну ефективність, дослідження цекропіну А підтвердило, що він вибірково лізує клітини лейкемії, здійснюючи незначний вплив на нормальні лімфоцити. У тому ж дослідженні хіміотерапевтичні препарати цитарабін і 5-фторурацил діють синергічно з цекропіном А in vitro, посилюючи цитотоксичний вплив на клітини лейкемії. Це вказує на потенціал терапевтичного застосування антимікробних пептидів при раку, де лікування цекропінами може знизити необхідну дозу хіміотерапевтичних препаратів, зменшуючи небажані побічні ефекти. Основною проблемою використання цекропінів як терапевтичних засобів проти раку є доставка пептидів до пухлинних клітин. Повторне введення пептидів необхідне для підтримки системних рівнів цекропінів у достатніх концентраціях для протиракової активності. Ця необхідність повторного введення ускладнює потенційні плани лікування. Однак була запропонована альтернатива, що передбачає використання генної терапії для введення генів цекропіну в ракові клітини. Дослідження, під час якого гени цекропіну були експресовані в лінії клітин карциноми сечового міхура людини, показало, що пухлинні клітини, що несуть гени цекропіну, мають знижену пухлиногенність, аж до повної втрати пухлиногенності в деяких клітинних клонах.
Подальші дослідження виявили нові цекропіни, які можуть виявитися корисними для розробки терапевтичних засобів проти раку. Наприклад, аналізи геному та транскриптомів брунькоїда Choristoneura fumiferana дозволили ідентифікувати нові цекропіні, які відрізняються від раніше охарактеризованих цекропінів тим, що заряджені негативно, а не позитивно. BH3-подібний мотив (послідовність амінокислот G-[KQR]-[HKQNR]-[IV]-[KQR]) присутній як в аніонних, так і в катіонних цекропінах, і аналіз показує, що цей мотив може взаємодіяти з Bcl-2 — білком, що бере участь в апоптозі. Подальше вивчення структури цекропіну та протипухлинних властивостей може допомогти розробити нові терапевтичні засоби проти раку.

## Дія проти біоплівок
Цекропін А може знищувати клітини уропатогенної E. coli, які утворюють планктонні та прикріплені біоплівки, діючи як окремо, так і в поєднанні з антибіотиком налідиксовою кислотою, синергічно очищаючи інфекцію in vivo (у комахах-хазяях — восковій молі Galleria mellonella) без нецільової цитотоксичності. Багатоцільовий механізм дії охоплює створення проникності зовнішньої мембрани з подальшим руйнуванням біоплівки, викликаним пригніченням активності клітинної помпи, що діє назовні, та взаємодією з позаклітинними та внутрішньоклітинними нуклеїновими кислотами.